# Еякулация върху лице
Еякулацията върху лице е сексуално действие, при което мъж еякулира семенна течност върху лицето на един или повече сексуални партньори. Това е вид секс без проникване, макар че най-често се практикува след някакъв вид друга сексуална стимулация. Този вид еякулация е често срещан в порнографските филми, обикновено за приключване на сцената.
Количеството сперма, което бива изхвърляно, зависи от множество фактори, включително здравословното състояние, възрастта, степента на сексуална възбуда и времето от последната еякулация на мъжа. Обичайното количество на еякулираната течност варира между 1,5 и 5 милилитра (1 чаена лъжичка). Секунди след попадане върху лицето спермата се сгъстява, след което се втечнява.
Възгледите върху този тип еякулация са смесени – докато някои считат това действие за унизително, други смятат, че то се основава на взаимно уважение и доставяне на удоволствие.
Въпреки че спермата сама по себе си е безвредна за кожата, тя може да пренася венерически болести, а всяка сексуална дейност, включваща контакт с телесна течност на друг човек, крие риск от предаване на такива болести.